# KK-MPi 69
KK-MPi 69は、ドイツ民主共和国（東ドイツ）にて訓練用機材として開発された小口径短機関銃（Kleinkaliber-Maschinenpistole, KK-MPi）である。製造はエルンスト・テールマン車両及び猟銃工場（ズール）が担当した。
スポーツ技術協会（GST）が実施する軍事教練の際、国家人民軍の制式小銃MPi-K（国産化したAK-47）の取扱訓練に用いるべく開発された。そのため、設計上はいくつかの差異があったものの、重量や寸法はMPi-Kを再現していた。

## 概要

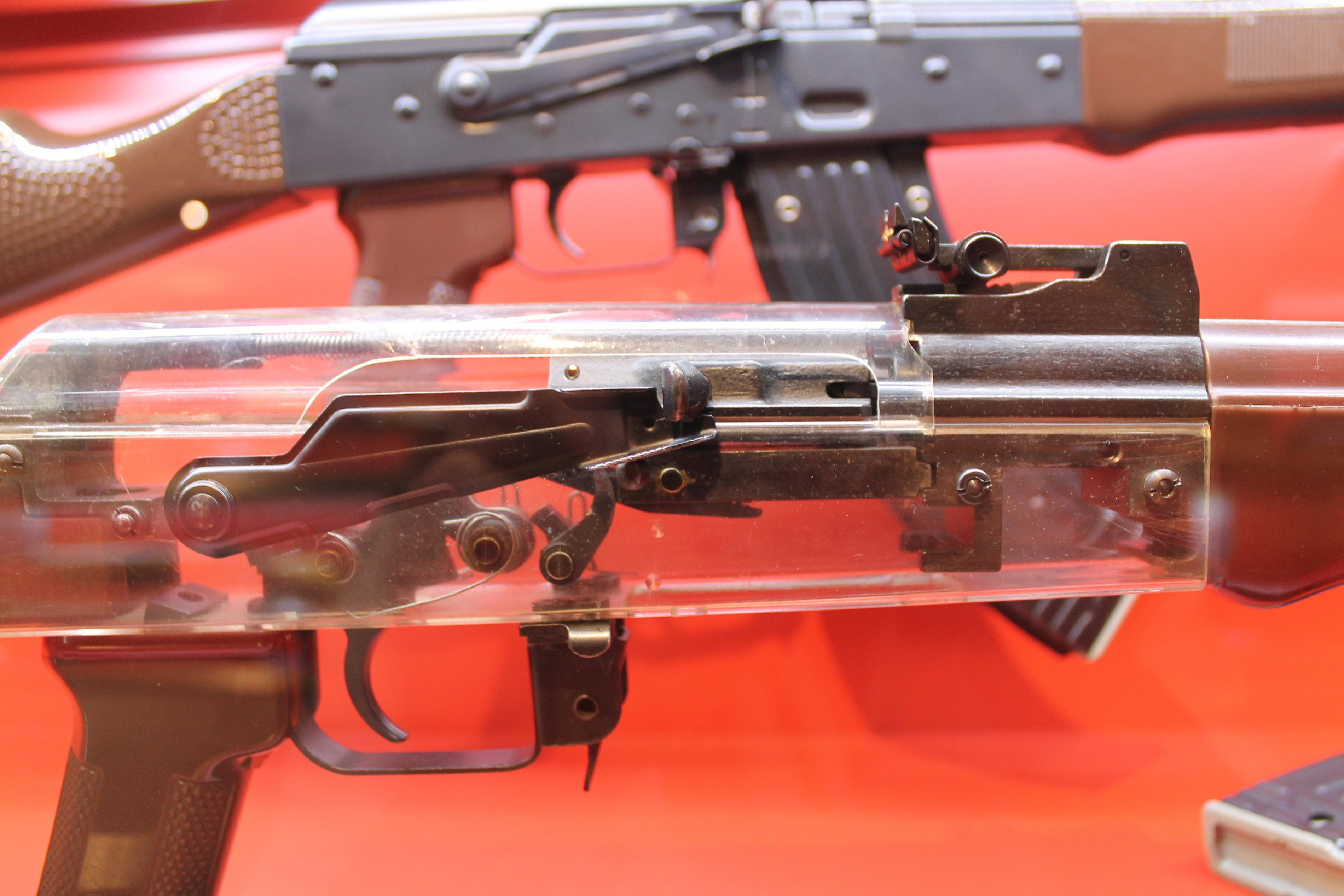
レシーバーを透明な樹脂に置き換えた展示モデル

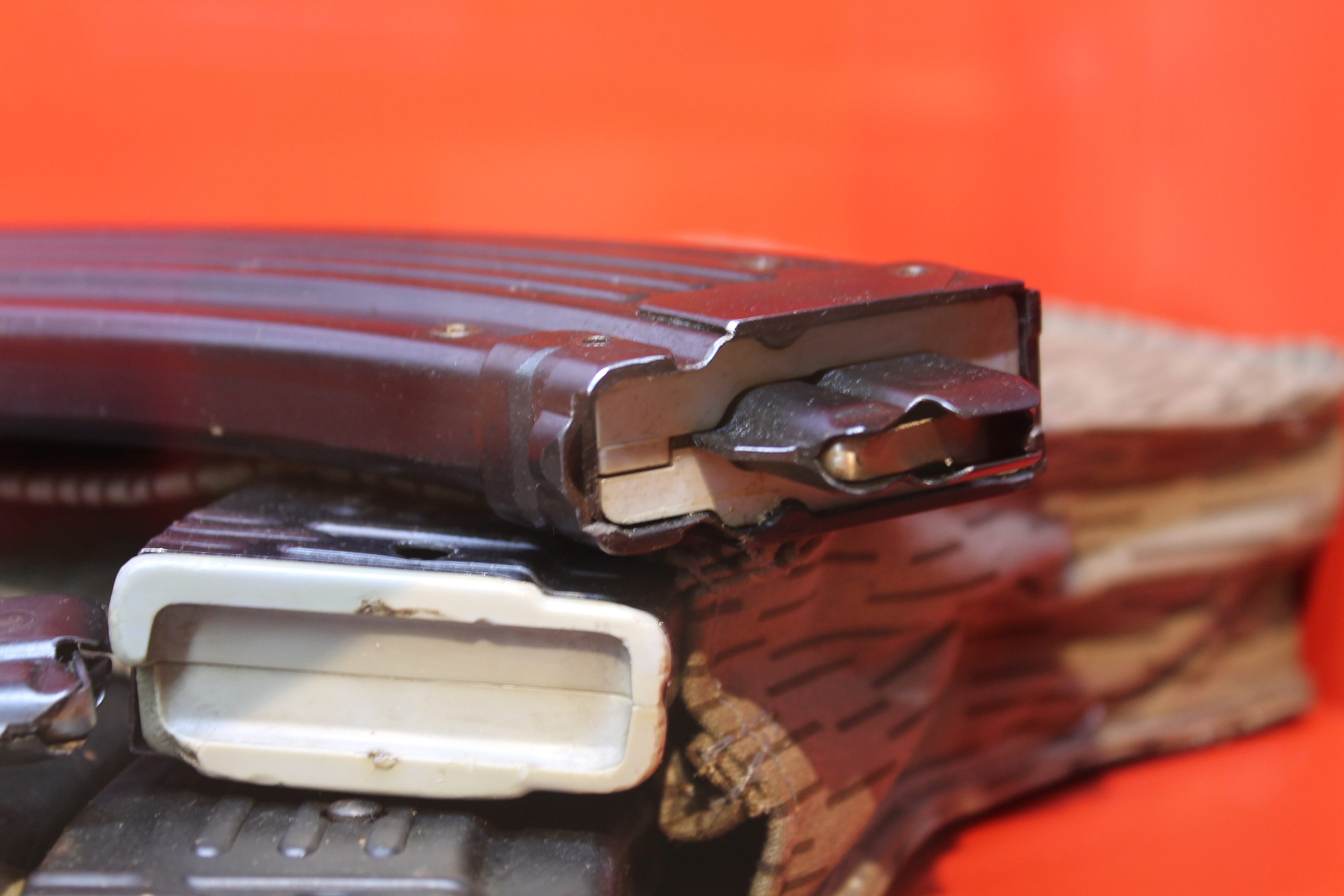
弾倉、MPi-K小銃の金属製弾倉に小口径弾用の弾倉・スペーサーを内蔵した構造

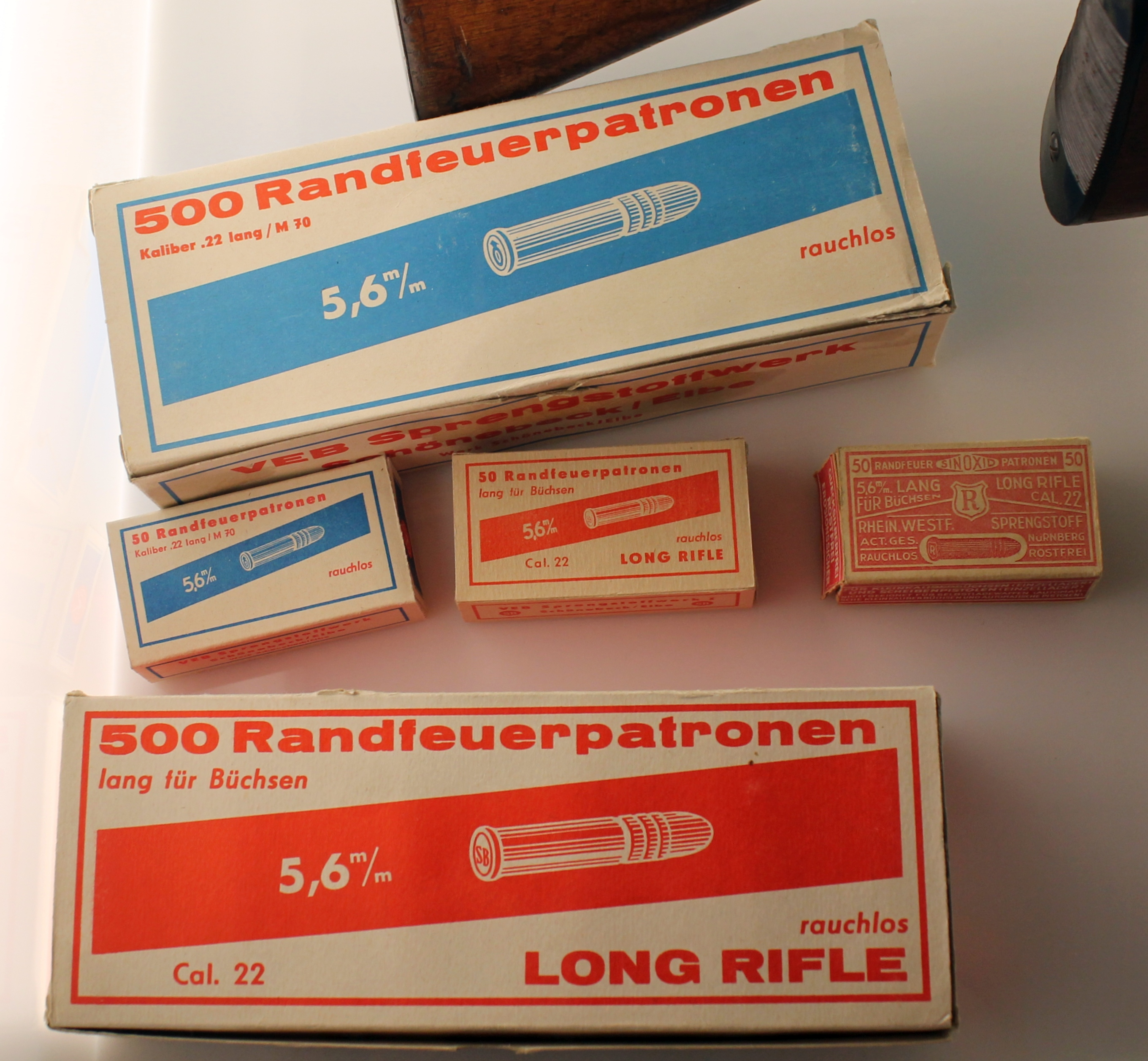
M70弾のパッケージ（青色の印刷が施されているもの）

KK-MPi 69は、長ガス・ピストンおよび回転ボルト閉鎖を作動方式として採用している。口径は5.6mm（.22口径）で、シェーネベックにて特別に製造されたM70弾を使用する。給弾は単列式の箱型弾倉から行われる。銃および弾倉の寸法と重量、基本的な操作方法は、国家人民軍の制式小銃だったMPi-Kを再現している。リコイルスプリングはM70弾の反動に合わせ、MPi-Kよりも小さいものが採用されている。外見もMPi-Kに似せられていたが、細身のハンドガードを採用している点、ガスチューブとマズルナットが設けられていない点で区別できる。銃床、ハンドガード、ピストルグリップは茶色の樹脂製である。銃床は固定式のみで、折畳式のバリエーションは存在しなかった。クリーニングロッド、着剣装置も設けられていない。MPi-Kと同様、セミ/フルオート射撃を切り替えられるセレクティブファイア機能を備えていた。銃口初速は310m/sで、有効射程は100mであった。

## 運用
KK-MPi 69は、スポーツ技術協会（GST）が軍事教練の一環として行う自動小銃取扱の講習にて主に使用された。また、一部は国家人民軍の射撃訓練でも使用されている。単列式弾倉の構造上、弾づまりが起こりやすく、当然ながら実戦への投入は想定されていなかった。
KK-MPi 69の大部分はGSTが訓練用機材として保有しており、ドイツ再統一後は後継団体の技術・スポーツ団体連盟（Bund Technischer Sportverbände, BTSV）に引き渡された。当時、国家人民軍から接収された銃については、完全に販売が禁止され、およそ50,000丁の全てが処分されることとされていた。しかし、スイスや旧西ドイツに所在する複数の銃器関連企業は直ちにこれらの入手を試みた。現在のドイツ連邦共和国においては、所定の許可を得るか、半自動銃化の改造を施されたKK-MPi 69は、猟銃ないしスポーツ銃としての所持が認められている。